# 25522 Roisen
25522 Roisen è un asteroide della fascia principale. Scoperto nel 1999, presenta un'orbita caratterizzata da un semiasse maggiore pari a 2,6679523 UA e da un'eccentricità di 0,0820060, inclinata di 4,75331° rispetto all'eclittica.